# Ba'iybah
Ba'iybah (en árabe: ديرة البعيبه‎, romanizado: Dīrat al-Ba'iybah), es una pequeña aldea agrícola y ganadera, situada al noreste de Emiratos Árabes Unidos (EAU), en las Montañas al Hayar, Emirato de Ras al Jaima, a una altitud aproximada de 540 m s. n. m., a corta distancia de la margen izquierda del Wadi Naqab.
La aldea cuenta con unas 15 casas, algunas de ellas reconstruidas y reformadas siguiendo un estilo tradicional; albarradas y bancales sostenidos por muros de piedra seca, sin argamasa, que permiten retener el agua y la tierra, destinados a plantación de cereal y otros usos agrícolas; canalizaciones para recoger el agua de la escorrentía; aljibes; apriscos; graneros y otras construcciones. La mayoría de las viviendas habitables son utilizadas como segundas residencias por sus propietarios.
El acceso a Ba'iybah sólo es posible caminando o con burros, utilizando generalmente un pedregoso y empinado sendero y camino de herradura que parte del Wadi Naqab, al que recientemente se ha añadido un tramo inicial de escaleras de piedra, parcialmente talladas en la roca, con casi 400 peldaños.

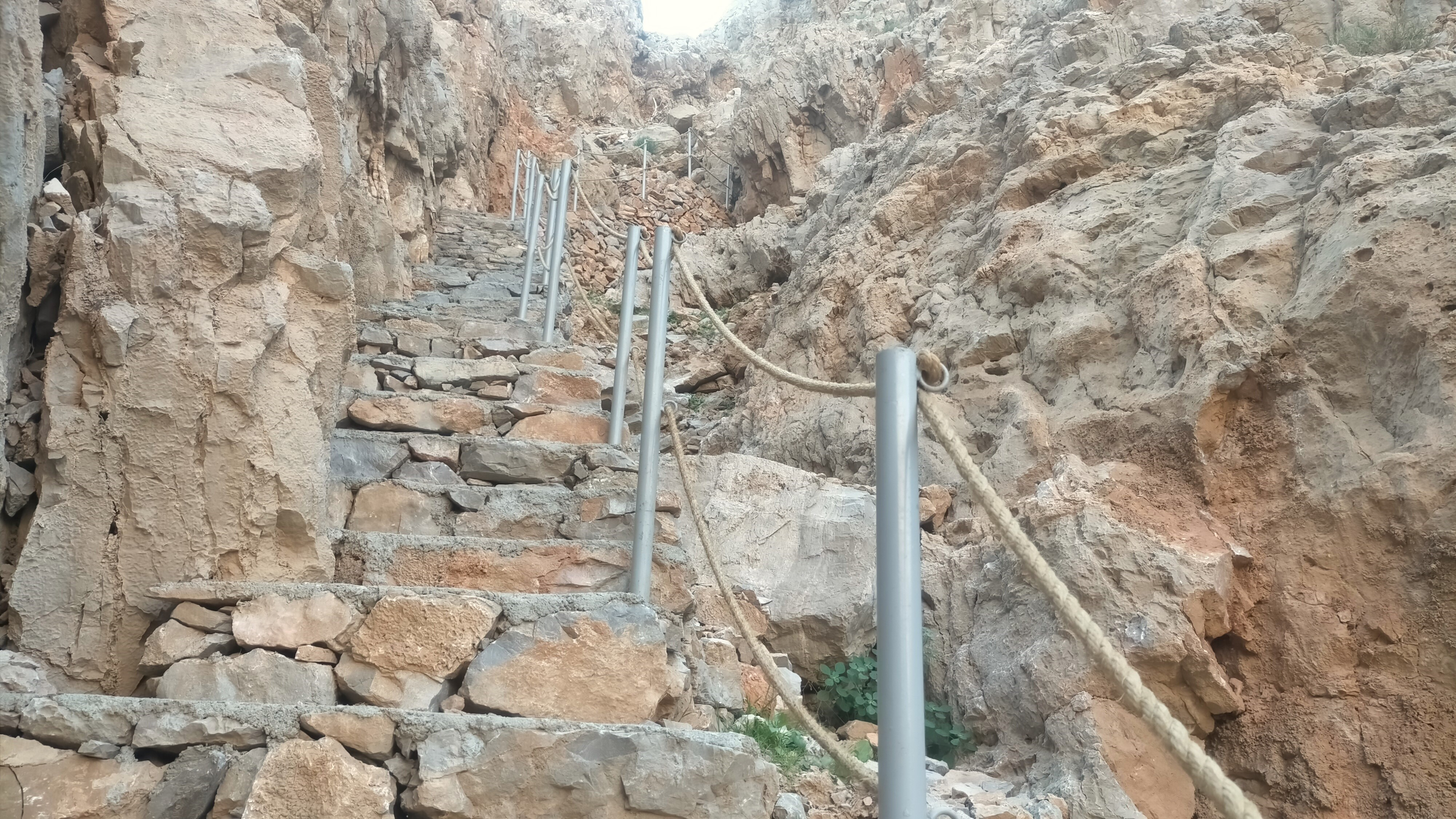
Escaleras de piedra, parcialmente labradas en la roca, en el sendero hacia la aldea de Ba'iybah

La pequeña meseta por la que se extiende el pueblo de Ba'iybah, domina desde su altura una parte del curso medio del Wadi Naqab, y el sendero desde el wadi hasta la aldea se ha convertido en los últimos años en una popular ruta de senderismo.

## Toponimia
Nombres alternativos: Dirat al-Ba'iybah, Deira Al Buaiba, Buaiba, Bai'ba, Bai´ba, Dirat Al Baiba,  Deira Al-Buaiba, Deira Al-Baeiba. 
Mientras que la posición y el trazado del curso que sigue el Wadi Naqab y sus afluentes están muy bien definidos en los mapas históricos, especialmente en el publicado por el Ministerio de Defensa del Reino Unido en 1971, la ubicación de la aldea de Ba'iybah no figura en los mapas antiguos, ni en las principales bases de datos geográficos, ni siquiera en los mapas elaborados a mano, entre 1950 y 1960, por el arabista, cartógrafo, militar y diplomático británico Julian F. Walker, durante los trabajos efectuados para el establecimiento de fronteras entre los entonces denominados Estados de la Tregua.
Tampoco se ha encontrado su referencia en «The national atlas of the United Arab Emirates».
La única referencia documental antigua que se ha encontrado es la cita que realizaron los antropólogos británicos William y Fidely Lancaster, en su obra Honour is in Contentment: Life Before Oil in Ras Al-Khaimah (UAE) and Some Neighbouring Regions, al describir los alrededores de la cercana aldea de Silay Al Khatami, entonces conocida como Slai al-Quda:

En Slai al-Quda, dijo un Habsi:
Estos campos son parte de Slai. Ese wadi lateral, el Thala, no sale al Nagab; se retuerce sobre si mismo y desciende al Quda.
Ese grupo de campos es Wa'ab Salwa; luego Tabara al-Kabir y Tabara as-Saghir, con Yinas abajo. 
Todos esos edificios al sur pertenecen a Tafif, con Azhabat a lo largo de la cresta. 
Mirando hacia abajo desde la cresta, ves Samarat.
El pequeño lugar que hay allí es Bai'ba, con Shairi más allá, y el de allí arriba, con los árboles de dátiles, es Slaiya. 
Estos campos antes de llegar a Slai, con un canal de agua muy largo, es An-Nahr, y forma parte de Slai. 
Todos ellos pertenecen a Habus.

## Población

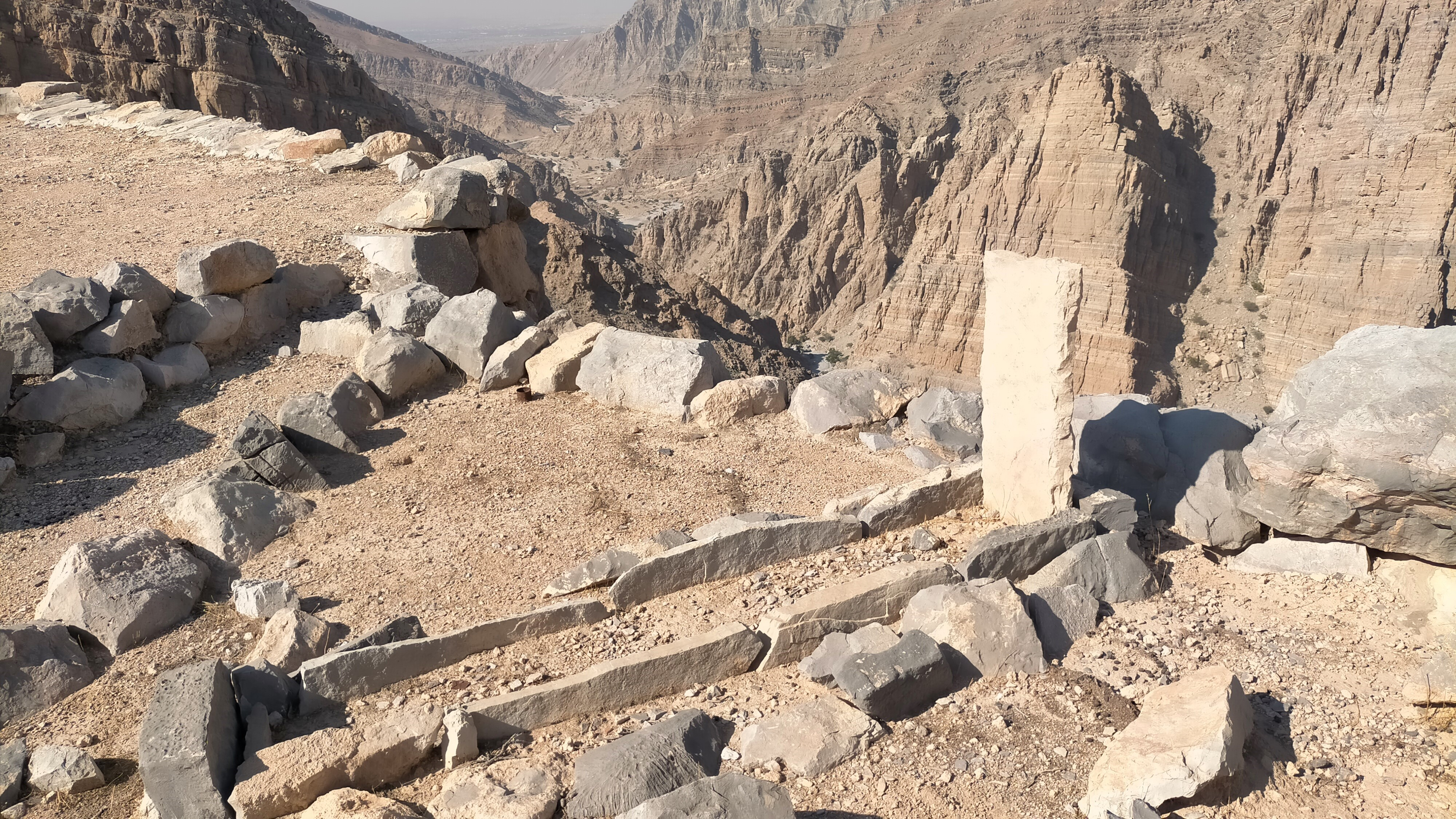
Buaiba. Cementerio al borde de los acantilados, dominando el curso medio del Wadi Naqab

Toda el área próxima a Ba'iybah, al igual que el resto del Wadi Naqab, incluido sus afluentes y subafluentes, aunque inicialmente estuvo poblada por la tribu Naqbiyin (en árabe: النقبي), también llamados Naqabi o Al-Naqabi (de donde procede el nombre del wadi), fue ocupada a partir de 1800, aproximadamente, por la tribu Habus, que se extendía, entre otros territorios, por la zona tribal de Ahl Ghayl, en la que se encontraban las actuales aldeas de Shairi, Samarat, Ba'iybah y otras.